# Croton scouleri
Croton scouleri är en törelväxtart som beskrevs av Joseph Dalton Hooker. Croton scouleri ingår i släktet Croton och familjen törelväxter.

## Underarter
Arten delas in i följande underarter:
- C. s. brevifolius
- C. s. darwinii
- C. s. grandifolius
- C. s. scouleri